# Спланхнология

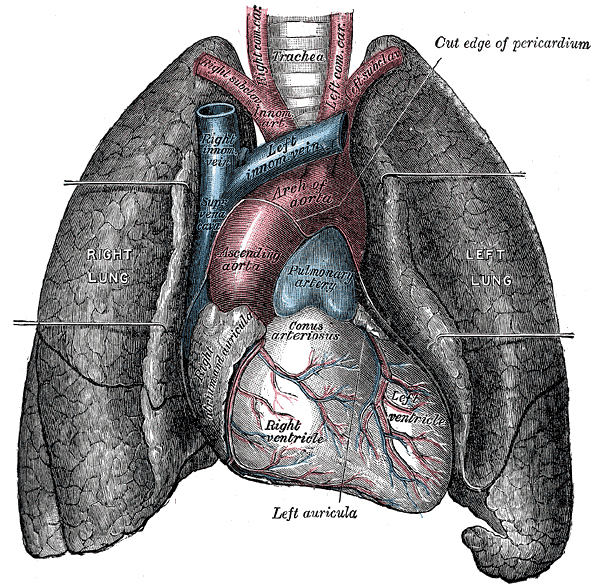
Органы грудной полости

Желудочно-кишечный тракт

Спланхнология (лат. splanchnologia, от греч. splanchna — «внутренности» и λόγος «учение, наука») — учение о внутренностях.

Внутренностями называют органы, которые преимущественно расположены в полостях тела: лица, шеи, грудной, брюшной и тазовой. Их также называют органами растительной жизни, так как они выполняют функции дыхания, питания, обмена веществ и размножения, что свойственно и растениям.
Объединение в системы происходит по функциональному, топографо-анатомическому и генетическим признакам. В каждой системе органов, несмотря на неоднородность строения, все органы участвуют в выполнении одной функции. Один орган может входить в несколько систем органов.
Спланхнология изучает следующие системы органов:
- Пищеварительная система (лат. systema digestorium).
- Дыхательная система  (лат. systema respiratorium).
- Мочеполовой аппарат (лат. apparatus urogenitalis):
  - Мочевая система (лат. systema urinarium)
  - Половая система (лат. systema genitalium).
- Эндокринные железы (лат. glandulae endocrinae).

## Онтогенезвнутренностей человека
Вегетативные органы закладываются в вентральной части зародыша, где кишечная энтодерма, на 3 неделе развития, образует слепую первичную кишечную трубку (первичную кишку) окружённую мезодермой в виде парных целомических мешков, которые содержат вторичную полость тела. Из кишечной трубки развивается пищеварительная и дыхательная системы. Вторичная полость тела на 5 неделе делится на 4 серозных мешка: 3 в грудной полости (2 плевральных и 1 перикардиальный) и один в брюшной полости (брюшинный мешок). 
На 4 неделе развития, эктодерма образует 2 впячивания — ротовая ямка и заднепроходная ямка, отделённые от первичной кишки двухслойными перегородками: глоточной и заднепроходной. На 4—5 неделе развития, перегородки прорываются (сначала глоточная, затем заднепроходная) и первичная кишка получает сообщение с окружающей средой.

В первичной кишке выделяют:
- Головная часть
  - Ротовая часть
  - Глоточная часть
- Туловищная часть
  - передняя кишка
  - средняя кишка
  - задняя кишка

### Онтогенез пищеварительной системы
Ротовая часть даёт начало части ротовой полости.
Глоточная часть даёт начало глубоким отделам полости рта и глотке.
Передняя кишка даёт начало пищеводу, желудку (первоначально (на 2 месяце) в виде веретенообразного расширения, которое поворачивается на 90 градусов) и начальной части двенадцатиперстной кишки.
Средняя кишка даёт начало тонкой, слепой, восходящему и поперечному отделам ободочной кишки, двенадцатиперстной кишке. Энтодерма двенадцатиперстной кишки образует 2 выпячивания:
- краниальное и каудальное выпячивания, из которых развиваются печень и желчный пузырь;
- вентрального и дорсального выпячивания, из которых формируется поджелудочная железа.

Связь печени и поджелудочной железы с кишкой сохраняется, преобразуясь в желчный проток и проток поджелудочной железы.
Задняя кишка даёт начало нисходящему и сигмовидному отделу ободочной кишки, прямой кишке.
Большой сальник формируется из разросшейся складки дорсальной брыжейки желудка, в верхнем отделе, сальник задней стенкой срастается с поперечной ободочной кишкой и его брыжейкой

### Онтогенез дыхательной системы
На 4-5 неделе развития, выпячивание (которое образуется на 3 неделе) глоточной части первичной кишки с вентральной стороны, приобретает форму трубки, расположенной спереди от туловищной части и делится на 2 асимметричных мешочка. Из проксимального отдела выроста формируется эпителий слизистой гортани, из дистального отдела формируется эпителий слизистой трахеи. Плевральные и перикардиальный серозные мешки, отделяются выросшей диафрагмой от брюшной полости. Висцеральный листок вентральной мезодермы (спланхноплевра), ограничивающей с медиальной стороны первичную полость тела, образует висцеральную плевру, париетальный листок вентральной мезодермы (соматоплевра), даёт начало париетальной плевре.
На 6 неделе развивается бронхиальное дерево, на каждом зачатке легкого появляются шаровидные выступы, соответствующие долям легкого (справа 3, слева 2), на концах выпячиваний образуются новые выпячивания, а в свою очередь на них ещё, вплоть до полного формирования легкого. Формирование и развитие бронхиол происходит с 4 по 6 месяц, на концах разветвлений которого образуются ацинусы, с альвеолами, окончательное формирование происходит к моменту рождения. Мезенхима покрывающая зачаток легкого даёт начало соединительнотканным образованиям, гладкой мускулатуре дыхательной системы, хрящевым пластинкам бронхов и сосудам. Развитие хрящей гортани происходит из 2—3 жаберных дуг.

### Онтогенез мочеполовой системы
Мочевая система человека развивается не из одного зачатка, а формируется из нескольких морфологических образований, сменяющих друг друга.
На 15-й день развития на медиальной стороне полости тела появляется нефротический тяж, на третьей неделе развития в нём образуется полость и проток (лат. ductus mesonephricus) достигает конечного отдела задней кишки — формируется головная почка (предпочка лат. pronephros), которая функционирует около 2 суток. Каждая предпочка состоит из нескольких протонефридий, которые начинаются в полости тела, в виде воронки, возле которой располагаются сосудистые клубочки, осуществляющие фильтрацию жидкости. Протонефридии открываются в парный протонефротический проток, который впадает в конечный отдел задней кишки.
Первичная почка лат. mesonephros (вольфово тело) — через 2 суток функционирования предпочки формируется первичная почка, она состоит 25—30 метанефридий формирующих почечное тельце вместе с сосудистым клубочком. Метанефридий соединяется с мезонефральным протоком, который служит выводным протоком первичной почки.
Постоянные почки — к концу третьего месяца, первичные почки заменяются постоянными почками (лат. metanephros), функционирующие как выделительные органы.
Мочевой пузырь возникает из клоаки, которая делится возникающей моче-заднекишечной перепонкой (лат. membrana urorectalis) на 2 части мочеполовую пазуху (лат. sinus urogenitalis) и прямую кишку

## Строение внутренних органов
По строению, внутренние органы делят на:
- паренхиматозные (плотные) — печень, селезёнка, поджелудочная железа.
- трубчатые (полые) — желудок, кишечник, мочеточники.

Паренхиматозные органы построены из паренхимы (функциональная ткань) и стромы (соединительнотканной основы).
Трубчатые органы имеют вид трубок различного диаметра и длины и состоят из четырёх слоев:
- слизистая оболочка (лат. tunica mucosa)
- подслизистый слой (лат. tela submucosa)
- мышечная оболочка (лат. tunica muscularis)
- серозная оболочка (лат.  tunica serosa) или адвентиция (лат. adventitia)

Слизистая оболочка выстилает органы изнутри, влажная, покрыта слизью, в зависимости от кровенаполнения сосудов имеет цвета, от ярко-красного, до бледно-розового. В слизистой оболочке располагаются как одноклеточные железы (бокаловидные клетки), так и собственно железы . Слизистая оболочка состоит из трёх слоев:
- эпителий (лат. epithelium) различных типов (в зависимости от органа)
- собственная пластинка слизистой оболочки (лат. lamina propria mucosae) состоящая из рыхлой соединительной ткани с железами и лимфоидными образованиями, местами лимфоидная ткань скапливается в виде лимфатических узелков.
- мышечная пластинка слизистой оболочки (лат. lamina muscularis mucosae) состоящая из гладкой мышечной ткани.

Подслизистый слой — слой соединительной ткани соединяющий слизистую и мышечную оболочки, он позволяет слизистой оболочке смещаться относительно мышечной и образовывать складки.
Мышечная оболочка состоит из гладкой мышечной ткани, однако в верхнем и нижних отделах пищеварительной трубки в её состав также входят поперечнополосатые волокна.
Серозная оболочка состоит из волокнистой соединительной ткани. С подлежащей тканью соединяется с помощью подсерозной клетчатки (лат. tela subserosa), а снаружи покрыта однослойным плоским эпителием (мезотелием). Серозная оболочка гладкая и влажная (придаёт «зеркальный блеск» органам) и за счёт этого уменьшает трение между органами. Стенки грудной, брюшной и тазовой полостей, выстланы особыми серозными оболочками — плевра, перикард, брюшина.
Адвентиция представляет собой наружную соединительнотканную оболочку полых органов человека, не покрытую мезотелием.